# Список глав государств в 400 году до н. э.
| 401 до н. э. ← Список глав государств по годам → 399 до н. э. |

В Римской республике впервые Плебей избран в военные трибуны. Им стал Публий Лициний Кальв Эсквилин.

## Африка
- Египет — Амиртей — Фараон Египта (404 до н. э. — 358 до н. э.)
- Карфаген — Гимилькон II — Царь Карфагена (406 до н. э. — 332 до н. э.)
- Кирена — Управляемый республиканским советом под персидским контролем — Цари Кирены (440 до н. э. — 331 до н. э.)
- Куш — Харсиотеф — Царь царства Куш[англ.] (404 до н. э. — 369 до н. э.)

## Азия
- Арвад — Под Персидским контролем — Правители Арвада (539 до н. э. — 332 до н. э.)
- Аммон — Тобия (Тобиах) III — Царь Раббат-Аммона (ок. 400)
- Берит — Неизвестные правители — Правители Берита (1250 до н. э. — 331 до н. э.)
- Библ — Под Персидским контролем — Правители Библа (558 до н. э. — 332 до н. э.)
- Вифиния — Неизвестные правители — Вифинские цари (435 до н. э. — 376 до н. э.)
- Империя Ахеменидов — Артаксеркс II — Царь Империи Ахменидов (404 до н. э. — 358 до н. э.)
  - Сатрапии
    1. Лидия — Тиссаферн — Сатарп Лидии (400 до н. э. — ???)
- Китай — (Период Сражающихся царств)
  - Вэй — Шэнь-гун (414 до н. э. — 372 до н. э.)
  - Чжэн — Сюй-гун (422 до н. э. — 395 до н. э.)
  - Лу — Му-гун (407 до н. э. — 375 до н. э.)
  - Сун — Дао-гун (403 до н. э. — 395 до н. э.)
  - Цзинь — Ле (415 до н. э. — 388 до н. э.)
  - Ци — Кан (404 до н. э. — 379 до н. э.)
  - Цинь — Цзянь (414 до н. э. — 399 до н. э.)
    - Вэй — Вэнь (445 до н. э. — 395 до н. э.)
    - Чжао — Ле-хоу (408 до н. э. — 386 до н. э.)
    - Хань — Цзин-хоу (408 до н. э. — 399 до н. э.)

  - Чжоу — Ань-ван (401 до н. э. — 375 до н. э.)
  - Чу — Дао (401 до н. э. — 380 до н. э.)
  - Юэ — И-ван (411 до н. э. — 376 до н. э.)
  - Янь — Цзянь (414 до н. э. — 369 до н. э.)
- Кочосон
  - Линия Тангуна по Кювон Сахва — Кухоль — Тхандже Кочосона (425 до н. э. — 396 до н. э.)
  - Линия Киджа

  1. Хвара — Король Кочосона (413 до н. э. — 385 до н. э.)
  2. Хоксон — Король Кочосона (413 до н. э. — 385 до н. э.)
- Сидон — Под Персидским контролем — Правители Сидона (538 до н. э. — 332 до н. э.)
- Тир — Под Вавилонским контролем — Цари Тира (564 до н. э. — 339 до н. э.)

## Европа
- Афины
  1. Ксенэнет — Архонт Афин (401 до н. э. — 400 до н. э.)
  2. Лахет — Архонт Афин (400 до н. э. — 399 до н. э.)
- Боспорское царство — Сатир I — Боспорский царь (433 до н. э. — 389 до н. э.)
- Древняя Македония — Архелай Македонский — Македонский царь (408 до н. э. — 378 до н. э.)
- Китий
  1. Баалмелек II — Царь царства Китий (425 до н. э. — 400 до н. э.)
  2. Баалрам I — Царь царства Китий (400 до н. э. — 392 до н. э.)
- Сиракузы — Дионисий Старший — Тиран Сиракуз (405 до н. э. — 367 до н. э.)
- Спарта
  1. Агис II — Царь Спарты — (427 до н. э. — 400 до н. э.)
  2. Агесилай II — Царь Спарты — (400 до н. э. — 360 до н. э.)
- Римская республика — Управлялось консулами и трибунами — Диктаторы Древнего Рима — (408 до н. э. — 395 до н. э.)

## Легендарные правители
Относятся к данному периоду в поздних недостоверных источниках.
- Ирландия — Кобтах Коел Брег[англ.] или Эохайд[уточнить] — Верховный король Ирландии (408 до н. э. — 378 до н. э.)
- Япония — Император Косё — император Японии (475 до н. э. — 393 до н. э.)